# Network Direct Attached Storage
Network Direct Attached Storage (NDAS) – autorski system, opatentowany przez firmę Ximeta, który umożliwia podłączenie zewnętrznych nośników danych typu dysk twardy, pamięć flash lub napęd taśmowy za pomocą sieci ethernet. Urządzenia NDAS nie używają protokołu TCP/IP do komunikacji sieciowej, inaczej niż w innych podobnych rozwiązaniach typu storage area network (SAN) lub network-attached storage (NAS). Firma motywuje to możliwością osiągnięcia większych przepustowości. NDAS umożliwia budowę macierzy RAID: agregację oraz mirroring.

## Problemy
- Sterowniki nie są aktualnie dostarczane z żadnym systemem. Wraz z urządzeniem najczęściej otrzymuje się sterowniki do systemu Windows.
- Sterowniki dla systemów typu Unix (przykładowo Linux, MacOSX) można otrzymać od producenta Ximeta. Aktualnie sterowniki dla systemów Uniksopodobnych nie umożliwiają współdzielonego odczytu i zapisu. W tych środowiskach nie jest możliwe jednoczesne czytanie lub pisanie przez klientów.
- Środowiska, w których różne maszyny chcą otrzymać dostęp do urządzenia NDAS mogą być niestabilne, co może powodować nawet utratę danych (dotyczy to również konfiguracji w RAID).